# Brilon
Brilon est une station thermale allemande située en Rhénanie-du-Nord-Westphalie. Comptant 25 400 habitants lors du recensement de 2019, la ville se trouve dans l'arrondissement du Haut-Sauerland, dans le district d'Arnsberg, dans le Landschaftsverband de Westphalie-Lippe. Elle occupe un plateau karstique et est depuis longtemps réputée pour la qualité de ses eaux minérales.

## Histoire
Vers 1220, Engelbert, comte de Berg, accorde un privilège urbain à Brilon. Grâce à ces nouveaux statuts et son adhésion à la ligue hanséatique, la ville prospère. L'agriculture, la sylviculture et les mines de métaux (plomb, argent...) des environs profitent des échanges commerciaux.
En 1444, la ville devient même capitale du duché de Westphalie.
Pourtant, dès le XVe siècle, la ville commence à péricliter, en raison de divers conflits armés, et notamment la guerre de Trente Ans.
La ville ne recommence à se développer qu'a l'issue des guerres napoléoniennes, Brilon devenant chef lieu de district du royaume de Prusse.

## Personnalités liées à la commune
- David Gamm (né en 1995), lugeur allemand ;
- Friedrich Merz (né en 1955), chancelier de la République fédérale d'Allemagne depuis le 6 mai 2025 ;
- Peter Kremer (né en 1958), acteur allemand ;
- Engelbert Seibertz (1813-1905), peintre allemand ;
- Edgar Selge (né en 1948), acteur allemand.